# Haslum (Norwegen)
Haslum ist ein Wohngebiet in der Kommune Bærum in der Fylke (Provinz) Akershus im Süden Norwegens. Das Gebiet hat etwa 6519 Einwohner (1. Januar 2020).

## Name
Der Name setzt sich aus zwei Teilen zusammen. Der erste Teil Has wird entweder abgeleitet vom Baum Hasel oder dem Flüsschen Hasla und der zweite Teil kommt vom Wort heim.

## Geographie
Haslum liegt etwa 10 km westlich der Innenstadt der norwegischen Hauptstadt Oslo. Der südliche Teil des Gebietes ist bebaut und besteht Hauptsächlich aus Wohnbebauung und einigen Büro- und Fabrikgebäuden. Die Wohnbebauung geht in Richtung Osten in das Stadtgebiet Oslo über.
Im Norden findet man bewaldete Hügel, die zur Bærumsmarka gehören.

## Wirtschaft und Infrastruktur

### Verkehr
Im südlichen Teil gibt es eine Station der Kolsåsbanen, die nach Oslo führt.

### Bildung
In Haslum gibt es zwei Schulen. Die Haslum skole und die Løkeberg skole. Beide Schulen sind Grundschulen mit 10 Jahrgängen und mit jeweils etwa 530–540 Schülern.

## Kultur und Sehenswürdigkeiten
- Haslum Kirche ist eine aus Stein erbaute Kreuzkirche aus dem 12. Jahrhundert.[4]
- Haslum IL ist ein Sportverein in dem hauptsächlich Handball, Fußball, Skisport und Bandy.[5]